# Rhynchosciara guimaraesi
Rhynchosciara guimaraesi är en tvåvingeart som beskrevs av Breuer 1969. Rhynchosciara guimaraesi ingår i släktet Rhynchosciara och familjen sorgmyggor. Inga underarter finns listade i Catalogue of Life.